# ثلاث هدبيات الزعانف
ثُلاث هدبيات الزعانف (الاسم العلمي:†Tristichopteridae) هي مجموعة متنوعة وناجحة من أسماك أشباه رباعيات الأطراف التي عاشت في جميع مراحل العصر الديفوني الأوسط والمتأخر. تشترك بعض ثلاث هدبيات الزعانف في بعض ميزات المسقفيات المأمولة، وهي مجموعة متنوعة من الأسماك قريبة من أصل (بما في ذلك) رباعيات الأطراف.